# VM i fodbold 2022 (mænd)
VM i fodbold 2022 var den 22. udgave af VM i fodbold. Turneringen blev organiseret af FIFA, der 2. december 2010 udpegede Qatar som arrangør af slutrunden. De andre
kandidaterne til mesterskabet var Japan, Australien, USA, Qatar og Sydkorea.

## Valg af vært
| Kandidater | Stemmer  | Stemmer    | Stemmer    | Stemmer    |
| Kandidater | 1. runde | 2. runde   | 3. runde   | 4. runde   |
| ---------- | -------- | ---------- | ---------- | ---------- |
| Qatar      | 11       | 10         | 11         | 14         |
| USA        | 3        | 5          | 6          | 8          |
| Sydkorea   | 4        | 5          | 5          | Elimineret |
| Japan      | 3        | 2          | Elimineret | Elimineret |
| Australien | 1        | Elimineret | Elimineret | Elimineret |

## Kvalificerede nationer
Alle 32 deltagende lande til slutrunden var fundet pr. 14. juni 2022.
Der blev trukket lod til gruppeinddelingen den april 2022. Der blev otte grupper à fire lande (se #Grupper og kampe). Nationer fra samme forbund kunne ikke komme i samme gruppe, med undtagelse af UEFA-nationer, hvor der kunne være op til to nationer pr. gruppe.
Parenteser angiver henholdsvis FIFA-rangering og seedningslag.
| AFC: - Australien (38) - Iran (20) - Japan (24) - Qatar (50) (værtsland) - Saudi-Arabien (51) - Sydkorea (28) UEFA: - Belgien (2) - Kroatien (12) - Danmark (10) - England (5) - Frankrig (4) - Tyskland (11) - Holland (8) - Polen (26) - Portugal (9) - Serbien (21) - Spanien (7) - Schweiz (15) - Wales (19) | CONCACAF: - Canada (41) - Costa Rica (31) - Mexico (13) - USA (16) CAF: - Cameroun (43) - Ghana (61) - Marokko (22) - Senegal (18) - Tunesien (30) CONMEBOL: - Argentina (3) - Brasilien (1) - Ecuador (44) - Uruguay (14) OFC - Ingen kvalificerede nationer | Land som kvalificerede sig til VM Land som ikke kvalificerede sig til VM Land som ikke deltog i kvalifikationsturneringen Land som ikke var medlem af FIFA |

## Værtsbyer
Qatar havde udpeget følgende værtsbyer:
| Lusail                                                    | Al Khor                                                   | Doha                                                     | Doha                                                     |
| --------------------------------------------------------- | --------------------------------------------------------- | -------------------------------------------------------- | -------------------------------------------------------- |
| Lusail Iconic Stadion                                     | Al Bayt Stadion                                           | Stadion 974                                              | Al Thumama Stadion                                       |
| Kapacitet: 88.966                                         | Kapacitet: 68.895                                         | Kapacitet: 44.089                                        | Kapacitet: 44.400                                        |
|                                                           |                                                           |                                                          |                                                          |
| Værtsbyer i Qatar Lusail Doha Al Khor Al Wakrah Al Rayyan | Værtsbyer i Qatar Lusail Doha Al Khor Al Wakrah Al Rayyan | Stadions i Doha området Education 974 Khalifa Al Thumama | Stadions i Doha området Education 974 Khalifa Al Thumama |
| Al Rayyan                                                 | Al Rayyan                                                 | Al Rayyan                                                | Al Wakrah                                                |
| Education City Stadion                                    | Ahmed bin Ali Stadion                                     | Khalifa International Stadion                            | Al Janoub Stadion                                        |
| Kapacitet: 44.667                                         | Kapacitet: 45.032                                         | Kapacitet: 45.857                                        | Kapacitet: 44.325                                        |
|                                                           |                                                           |                                                          |                                                          |

## Lodtrækning
Den endelige lodtrækning til VM-slutrunden, blev afholdt i Doha Exhibition and Convention Center i Doha, den 1. april 2022, kl. 19:00 AST, forud for færdiggørelsen af kvalifikationen.
| Pot 1 | Pot 2                                                                                               | Pot 3                                                                                              | Pot 4 |
| --- | --------------------------------------------------------------------------------------------------- | -------------------------------------------------------------------------------------------------- | --- |
| Qatar (51) (vært) Brasilien (1) Belgien (2) Frankrig (3) Argentina (4) England (5) Spanien (7) Portugal (8) | Mexico (9) Holland (10) Danmark (11) Tyskland (12) Uruguay (13) Schweiz (14) USA (15) Kroatien (16) | Senegal (20) Iran (21) Japan (23) Marokko (24) Serbien (25) Polen (26) Sydkorea (29) Tunesien (35) | Cameroun (37) Canada (38) Ecuador (46) Saudi-Arabien (49) Ghana (60) Wales (18) Costa Rica (31) Australien (42) |

## Gruppespil

### Gruppe A
| Pos | Hold    | K | V | U | T | M+ | M- | MF | P | Kvalifikation |
| --- | ------- | - | - | - | - | -- | -- | -- | - | ------------- |
| 1   | Holland | 3 | 2 | 1 | 0 | 5  | 1  | +4 | 7 | Slutspil      |
| 2   | Senegal | 3 | 2 | 0 | 1 | 5  | 4  | +1 | 6 | Slutspil      |
| 3   | Ecuador | 3 | 1 | 1 | 1 | 4  | 3  | +1 | 4 |               |
| 4   | Qatar   | 3 | 0 | 0 | 3 | 1  | 7  | −6 | 0 |               |

| 20. november 2022 19:00 |

| Qatar | 0–2     | Ecuador                      |
| ----- | ------- | ---------------------------- |
|       | Rapport | - Valencia 16' (str.), 31' · |

| Al Bayt Stadium, Al Khor Tilskuere: 67.372 Dommer: Daniele Orsato (Italien) |

| 21. november 2022 19:00 |

| Senegal | 0–2     | Holland                        |
| ------- | ------- | ------------------------------ |
|         | Rapport | - Gakpo 84' - Klaassen 90+9' · |

| Al Thumama Stadium, Doha Tilskuere: 41.721 Dommer: Wilton Sampaio (Brasilien) |

| 25. november 2022 16:00 |

| Qatar         | 1–3     | Senegal                                   |
| ------------- | ------- | ----------------------------------------- |
| - Muntari 78' | Rapport | - Dia 41' - Diédhiou 48' - B. Dieng 84' · |

| Al Thumama Stadium, Doha Tilskuere: 41.797 Dommer: Antonio Mateu Lahoz (Spain) |

| 25. november 2022 19:00 |

| Holland    | 1–1     | Ecuador          |
| ---------- | ------- | ---------------- |
| - Gakpo 6' | Rapport | - Valencia 49' · |

| Khalifa International Stadium, Al Rayyan Tilskuere: 44.833 Dommer: Mustapha Ghorbal (Algeria) |

| 29. november 2022 18:00 |

| Ecuador       | 1–2     | Senegal                                |
| ------------- | ------- | -------------------------------------- |
| - Caicedo 67' | Rapport | - I. Sarr 44' (str.) - Koulibaly 70' · |

| Khalifa International Stadium, Al Rayyan Tilskuere: 44.569 Dommer: Clément Turpin (France) |

| 29. november 2022 18:00 |

| Holland                      | 2–0     | Qatar |
| ---------------------------- | ------- | ----- |
| - Gakpo 26' - F. de Jong 49' | Rapport |       |

| Al Bayt Stadium, Al Khor Tilskuere: 66.784 Dommer: Bakary Gassama (Gambia) |

### Gruppe B
| Pos | Hold    | K | V | U | T | M+ | M- | MF | P | Kvalifikation |
| --- | ------- | - | - | - | - | -- | -- | -- | - | ------------- |
| 1   | England | 3 | 2 | 1 | 0 | 9  | 2  | +7 | 7 | Slutspil      |
| 2   | USA     | 3 | 1 | 2 | 0 | 2  | 1  | +1 | 5 | Slutspil      |
| 3   | Iran    | 3 | 1 | 0 | 2 | 4  | 7  | −3 | 3 |               |
| 4   | Wales   | 3 | 0 | 1 | 2 | 1  | 6  | −5 | 1 |               |

| 21. november 2022 16:00 |

| England                                                                         | 6–2     | Iran                          |
| ------------------------------------------------------------------------------- | ------- | ----------------------------- |
| - Bellingham 35' - Saka 43', 62' - Sterling 45+1' - Rashford 71' - Grealish 89' | Rapport | - Taremi 65', 90+13' (str.) · |

| Khalifa International Stadium, Al Rayyan Tilskuere: 45,334 Dommer: Raphael Claus (Brazil) |

| 21. november 2022 22:00 |

| USA        | 1–1     | Wales               |
| ---------- | ------- | ------------------- |
| - Weah 36' | Rapport | - Bale 82' (str.) · |

| Ahmad bin Ali Stadium, Al Rayyan Tilskuere: 43,418 Dommer: Abdulrahman Al-Jassim (Qatar) |

| 25. november 2022 13:00 |

| Wales | 0–2     | Iran                                |
| ----- | ------- | ----------------------------------- |
|       | Rapport | - Cheshmi 90+8' - Rezaeian 90+11' · |

| Ahmad bin Ali Stadium, Al Rayyan Tilskuere: 40,875 Dommer: Mario Escobar (Guatemala) |

| 25. november 2022 22:00 |

| England | 0–0     | USA |
| ------- | ------- | --- |
|         | Rapport |     |

| Al Bayt Stadium, Al Khor Tilskuere: 68,463 Dommer: Jesús Valenzuela (Venezuela) |

| 29. november 2022 22:00 |

| Wales | 0–3     | England                           |
| ----- | ------- | --------------------------------- |
|       | Rapport | - Rashford 50', 68' - Foden 51' · |

| Ahmad bin Ali Stadium, Al Rayyan Tilskuere: 44.297 Dommer: Slavko Vinčić (Slovenia) |

| 29. november 2022 22:00 |

| Iran | 0–1     | USA             |
| ---- | ------- | --------------- |
|      | Rapport | - Pulisic 38' · |

| Al Thumama Stadium, Doha Tilskuere: 42.127 Dommer: Antonio Mateu Lahoz (Spain) |

### Gruppe C
| Pos | Hold          | K | V | U | T | M+ | M- | MF | P | Kvalifikation |
| --- | ------------- | - | - | - | - | -- | -- | -- | - | ------------- |
| 1   | Argentina     | 3 | 2 | 0 | 1 | 5  | 2  | +3 | 6 | Slutspil      |
| 2   | Polen         | 3 | 1 | 1 | 1 | 2  | 2  | 0  | 4 | Slutspil      |
| 3   | Mexico        | 3 | 1 | 1 | 1 | 2  | 3  | −1 | 4 |               |
| 4   | Saudi-Arabien | 3 | 1 | 0 | 2 | 3  | 5  | −2 | 3 |               |

| 22. november 2022 13:00 |

| Argentina          | 1–2     | Saudi-Arabien                         |
| ------------------ | ------- | ------------------------------------- |
| - Messi 10' (str.) | Rapport | - Al-Shehri 48' - S. Al-Dawsari 53' · |

| Lusail Iconic Stadium, Lusail Tilskuere: 88.012 Dommer: Slavko Vinčić (Slovenien) |

| 22. november 2022 19:00 |

| Mexico | 0–0     | Polen |
| ------ | ------- | ----- |
|        | Rapport |       |

| Stadium 974, Doha Tilskuere: 39.369 Dommer: Chris Beath (Australien) |

| 26. november 2022 16:00 |

| Polen                             | 2–0     | Saudi-Arabien |
| --------------------------------- | ------- | ------------- |
| - Zieliński 39' - Lewandowski 82' | Rapport |               |

| Education City Stadium, Al Rayyan Tilskuere: 44.259 Dommer: Wilton Sampaio (Brazil) |

| 26. november 2022 20:00 |

| Argentina                   | 2-0     | Mexico |
| --------------------------- | ------- | ------ |
| - Messi 64' - Fernandez 87' | Rapport |        |

| Lusail Iconic Stadium, Lusail, Qatar Tilskuere: 88.966 Dommer: Daniele Orsato (Italien) |

| 30. november 2022 22:00 |

| Polen | 0–2     | Argentina                          |
| ----- | ------- | ---------------------------------- |
|       | Rapport | - Mac Allister 46' - Álvarez 67' · |

| Stadium 974, Doha Tilskuere: 44.089 Dommer: Danny Makkelie (Netherlands) |

| 30. november 2022 22:00 |

| Saudi-Arabien         | 1–2     | Mexico                      |
| --------------------- | ------- | --------------------------- |
| - S. Al-Dawsari 90+5' | Rapport | - Martín 47' - Chávez 52' · |

| Lusail Iconic Stadium, Lusail Tilskuere: 84,985 Dommer: Michael Oliver (England) |

### Gruppe D
| Pos | Hold       | K | V | U | T | M+ | M- | MF | P | Kvalifikation |
| --- | ---------- | - | - | - | - | -- | -- | -- | - | ------------- |
| 1   | Frankrig   | 3 | 2 | 0 | 1 | 6  | 3  | +3 | 6 | Slutspil      |
| 2   | Australien | 3 | 2 | 0 | 1 | 3  | 4  | −1 | 6 | Slutspil      |
| 3   | Tunesien   | 3 | 1 | 1 | 1 | 1  | 1  | 0  | 4 |               |
| 4   | Danmark    | 3 | 0 | 1 | 2 | 1  | 3  | −2 | 1 |               |

| 22. november 2022 16:00 |

| Danmark | 0–0     | Tunesien |
| ------- | ------- | -------- |
|         | Rapport |          |

| Education City Stadium, Al Rayyan Tilskuere: 42,925 Dommer: César Arturo Ramos (Mexico) |

| 22. november 2022 22:00 |

| Frankrig                                    | 4–1     | Australien     |
| ------------------------------------------- | ------- | -------------- |
| - Rabiot 27' - Giroud 32', 71' - Mbappé 68' | Rapport | - Goodwin 9' · |

| Al Janoub Stadium, Al Wakrah Tilskuere: 40,875 Dommer: Victor Gomes (Sydafrika) |

| 26. november 2022 13:00 |

| Tunesien | 0–1     | Australien   |
| -------- | ------- | ------------ |
|          | Rapport | - Duke 23' · |

| Al Janoub Stadium, Al Wakrah Tilskuere: 41,823 Dommer: Daniel Siebert (Germany) |

| 26. november 2022 19:00 |

| Frankrig          | 2–1     | Danmark                |
| ----------------- | ------- | ---------------------- |
| - Mbappé 61', 86' | Rapport | - A. Christensen 68' · |

| Stadium 974, Doha Tilskuere: 42,860 Dommer: Szymon Marciniak (Poland) |

| 30. november 2022 18:00 |

| Tunesien     | 1–0     | Frankrig |
| ------------ | ------- | -------- |
| - Khazri 58' | Rapport |          |

| Education City Stadium, Al Rayyan Tilskuere: 43,627 Dommer: Matthew Conger (New Zealand) |

| 30. november 2022 18:00 |

| Australien   | 1–0     | Danmark |
| ------------ | ------- | ------- |
| - Leckie 60' | Rapport |         |

| Al Janoub Stadium, Al Wakrah Tilskuere: 41,232 Dommer: Mustapha Ghorbal (Algeria) |

### Gruppe E
| Pos | Hold       | K | V | U | T | M+ | M- | MF | P | Kvalifikation |
| --- | ---------- | - | - | - | - | -- | -- | -- | - | ------------- |
| 1   | Japan      | 3 | 2 | 0 | 1 | 4  | 3  | +1 | 6 | Slutspil      |
| 2   | Spanien    | 3 | 1 | 1 | 1 | 9  | 3  | +6 | 4 | Slutspil      |
| 3   | Tyskland   | 3 | 1 | 1 | 1 | 6  | 5  | +1 | 4 |               |
| 4   | Costa Rica | 3 | 1 | 0 | 2 | 3  | 11 | −8 | 3 |               |

| 23. november 2022 16:00 |

| Tyskland              | 1–2     | Japan                    |
| --------------------- | ------- | ------------------------ |
| - Gündoğan 33' (str.) | Rapport | - Dōan 75' - Asano 83' · |

| Khalifa International Stadium, Al Rayyan Tilskuere: 42,608 Dommer: Iván Barton (El Salvador) |

| 23. november 2022 19:00 |

| Spanien                                                                                    | 7–0     | Costa Rica |
| ------------------------------------------------------------------------------------------ | ------- | ---------- |
| - Olmo 11' - Asensio 21' - F. Torres 31' (str.), 54' - Gavi 74' - Soler 90' - Morata 90+2' | Rapport |            |

| Al Thumama Stadium, Doha Tilskuere: 40,013 Dommer: Mohammed Abdulla Hassan Mohamed (United Arab Emirates) |

| 27. november 2022 13:00 |

| Japan | 0–1     | Costa Rica     |
| ----- | ------- | -------------- |
|       | Rapport | - Fuller 81' · |

| Ahmad bin Ali Stadium, Al Rayyan Tilskuere: 41,479 Dommer: Michael Oliver (England) |

| 27. november 2022 22:00 |

| Spanien      | 1–1     | Tyskland         |
| ------------ | ------- | ---------------- |
| - Morata 62' | Rapport | - Füllkrug 83' · |

| Al Bayt Stadium, Al Khor Tilskuere: 68.895 Dommer: Danny Makkelie (Netherlande) |

| 1. december 2022 22:00 |

| Japan                   | 2–1     | Spanien        |
| ----------------------- | ------- | -------------- |
| - Dōan 48' - Tanaka 51' | Rapport | - Morata 11' · |

| Khalifa International Stadium, Al Rayyan Tilskuere: 44,851 Dommer: Victor Gomes (South Africa) |

| 1. december 2022 22:00 |

| Costa Rica                     | 2–4     | Tyskland                                         |
| ------------------------------ | ------- | ------------------------------------------------ |
| - Tejeda 58' - Neuer 70' (sm.) | Rapport | - Gnabry 10' - Havertz 73', 85' - Füllkrug 89' · |

| Al Bayt Stadium, Al Khor Tilskuere: 67,054 Dommer: Stéphanie Frappart (France) |

### Gruppe F
| Pos | Hold     | K | V | U | T | M+ | M- | MF | P | Kvalifikation |
| --- | -------- | - | - | - | - | -- | -- | -- | - | ------------- |
| 1   | Marokko  | 3 | 2 | 1 | 0 | 4  | 1  | +3 | 7 | Slutspil      |
| 2   | Kroatien | 3 | 1 | 2 | 0 | 4  | 1  | +3 | 5 | Slutspil      |
| 3   | Belgien  | 3 | 1 | 1 | 1 | 1  | 2  | −1 | 4 |               |
| 4   | Canada   | 3 | 0 | 0 | 3 | 2  | 7  | −5 | 0 |               |

| 23. november 2022 13:00 |

| Marokko | 0–0     | Kroatien |
| ------- | ------- | -------- |
|         | Rapport |          |

| Al Bayt Stadium, Al Khor Tilskuere: 59,407 Dommer: Fernando Rapallini (Argentina) |

| 23. november 2022 22:00 |

| Belgien         | 1–0     | Canada |
| --------------- | ------- | ------ |
| - Batshuayi 44' | Rapport |        |

| Ahmad bin Ali Stadium, Al Rayyan Tilskuere: 40,432 Dommer: Janny Sikazwe (Zambia) |

| 27. november 2022 16:00 |

| Belgien | 0–2     | Marokko                         |
| ------- | ------- | ------------------------------- |
|         | Rapport | - Saïss 73' - Aboukhlal 90+2' · |

| Al Thumama Stadium, Doha Tilskuere: 43.738 Dommer: César Arturo Ramos (Mexico) |

| 27. november 2022 19:00 |

| Kroatien                                       | 4–1     | Canada        |
| ---------------------------------------------- | ------- | ------------- |
| - Kramarić 36', 70' - Livaja 44' - Majer 90+4' | Rapport | - Davies 2' · |

| Khalifa International Stadium, Al Rayyan Tilskuere: 44.374 Dommer: Andrés Matonte (Uruguay) |

| 1. december 2022 18:00 |

| Kroatien | 0–0     | Belgien |
| -------- | ------- | ------- |
|          | Rapport |         |

| Ahmad bin Ali Stadium, Al Rayyan Tilskuere: 43,984 Dommer: Anthony Taylor (England) |

| 1. december 2022 18:00 |

| Canada             | 1–2     | Marokko                       |
| ------------------ | ------- | ----------------------------- |
| - Aguerd 40' (sm.) | Rapport | - Ziyech 4' - En-Nesyri 23' · |

| Al Thumama Stadium, Doha Tilskuere: 43,102 Dommer: Raphael Claus (Brazil) |

### Gruppe G
| Pos | Hold      | K | V | U | T | M+ | M- | MF | P | Kvalifikation |
| --- | --------- | - | - | - | - | -- | -- | -- | - | ------------- |
| 1   | Brasilien | 3 | 2 | 0 | 1 | 3  | 1  | +2 | 6 | Slutspil      |
| 2   | Schweiz   | 3 | 2 | 0 | 1 | 4  | 3  | +1 | 6 | Slutspil      |
| 3   | Cameroun  | 3 | 1 | 1 | 1 | 4  | 4  | 0  | 4 |               |
| 4   | Serbien   | 3 | 0 | 1 | 2 | 5  | 8  | −3 | 1 |               |

| 24. november 2022 13:00 |

| Schweiz      | 1–0     | Cameroun |
| ------------ | ------- | -------- |
| - Embolo 48' | Rapport |          |

| Al Janoub Stadium, Al Wakrah Tilskuere: 39,089 Dommer: Facundo Tello (Argentina) |

| 24. november 2022 20:00 |

| Brasilien            | 2-0     | Serbien |
| -------------------- | ------- | ------- |
| Richarlison 62', 73' | Rapport |         |

| Lusail, Qatar Tilskuere: 88.103 Dommer: (Alireza Faghani |

| 28. november 2022 13:00 |

| Cameroun                                              | 3–3     | Serbien                                                          |
| ----------------------------------------------------- | ------- | ---------------------------------------------------------------- |
| - Castelletto 29' - Aboubakar 63' - Choupo-Moting 66' | Rapport | - Pavlović 45+1' - S. Milinković-Savić 45+3' - A. Mitrović 53' · |

| Al Janoub Stadium, Al Wakrah Tilskuere: 39,789 Dommer: Mohammed Abdulla (United Arab Emirates) |

| 28. november 2022 19:00 |

| Brasilien      | 1–0     | Schweiz |
| -------------- | ------- | ------- |
| - Casemiro 83' | Rapport |         |

| Stadium 974, Doha Tilskuere: 43,649 Dommer: Iván Barton (El Salvador) |

| 2. december 2022 22:00 |

| Serbien                          | 2–3     | Schweiz                                    |
| -------------------------------- | ------- | ------------------------------------------ |
| - A. Mitrović 26' - Vlahović 35' | Rapport | - Shaqiri 20' - Embolo 44' - Freuler 48' · |

| Stadium 974, Doha Tilskuere: 41,378 Dommer: Fernando Rapallini (Argentina) |

| 2. december 2022 22:00 |

| Cameroun          | 1–0     | Brasilien |
| ----------------- | ------- | --------- |
| - Aboubakar 90+2' | Rapport |           |

| Lusail Iconic Stadium, Lusail Tilskuere: 85,986 Dommer: Ismail Elfath (United States) |

### Gruppe H
| Pos | Hold     | K | V | U | T | M+ | M- | MF | P | Kvalifikation |
| --- | -------- | - | - | - | - | -- | -- | -- | - | ------------- |
| 1   | Portugal | 3 | 2 | 0 | 1 | 6  | 4  | +2 | 6 | Slutspil      |
| 2   | Sydkorea | 3 | 1 | 1 | 1 | 4  | 4  | 0  | 4 | Slutspil      |
| 3   | Uruguay  | 3 | 1 | 1 | 1 | 2  | 2  | 0  | 4 |               |
| 4   | Ghana    | 3 | 1 | 0 | 2 | 5  | 7  | −2 | 3 |               |

| 24. november 2022 16:00 |

| Uruguay | 0–0     | Sydkorea |
| ------- | ------- | -------- |
|         | Rapport |          |

| Education City Stadium, Al Rayyan Tilskuere: 41.663 Dommer: Clément Turpin (Frankrig) |

| 24. november 2022 19:00 |

| Portugal                                    | 3–2     | Ghana                        |
| ------------------------------------------- | ------- | ---------------------------- |
| - Ronaldo 65' (str.) - Félix 78' - Leão 80' | Rapport | - A. Ayew 73' - Bukari 89' · |

| Stadium 974, Doha Tilskuere: 42.662 Dommer: Ismail Elfath (United States) |

| 28. november 2022 16:00 |

| Sydkorea                | 2–3     | Ghana                           |
| ----------------------- | ------- | ------------------------------- |
| - Cho Gue-sung 58', 61' | Rapport | - Salisu 24' - Kudus 34', 68' · |

| Education City Stadium, Al Rayyan Tilskuere: 43.983 Dommer: Anthony Taylor (England) |

| 28. november 2022 22:00 |

| Portugal                      | 2–0     | Uruguay |
| ----------------------------- | ------- | ------- |
| - Fernandes 54', 90+3' (str.) | Rapport |         |

| Lusail Iconic Stadium, Lusail Tilskuere: 88.668 Dommer: Alireza Faghani (Iran) |

| 2. december 2022 18:00 |

| Ghana | 0–2     | Uruguay                    |
| ----- | ------- | -------------------------- |
|       | Rapport | - De Arrascaeta 26', 32' · |

| Al Janoub Stadium, Al Wakrah Tilskuere: 43.443 Dommer: Daniel Siebert (Tyskland) |

| 2. december 2022 18:00 |

| Sydkorea                                    | 2–1     | Portugal     |
| ------------------------------------------- | ------- | ------------ |
| - Kim Young-gwon 27' - Hwang Hee-chan 90+1' | Rapport | - Horta 5' · |

| Education City Stadium, Al Rayyan Tilskuere: 44.097 Dommer: Facundo Tello (Argentina) |

## Slutspil

### Bracket
|  | Ottendedelsfinaler                      | Ottendedelsfinaler                  |                                  |       | Kvartfinaler | Kvartfinaler |                                    |                                    | Semifinaler | Semifinaler |  |  | Finale | Finale |
|  |                                         |                                     |                                  |       |              |              |                                    |                                    |             |             |  |  |        |        |
|  | 3. december – Al Rayyan (Khalifa)       |                                     |                                  |       |              |              |                                    |                                    |             |             |  |  |        |        |
|  |                                         |                                     |                                  |       |              |              |                                    |                                    |             |             |  |  |        |        |
|  | Holland                                 | 3                                   |                                  |       |              |              |                                    |                                    |             |             |  |  |        |        |
|  | Holland                                 | 3                                   | 9. december – Lusail             |       |              |              |                                    |                                    |             |             |  |  |        |        |
|  | USA                                     | 1                                   |                                  |       |              |              |                                    |                                    |             |             |  |  |        |        |
|  | USA                                     | 1                                   | Holland                          | 2 (3) |              |              |                                    |                                    |             |             |  |  |        |        |
|  | 3. december – Al Rayyan (Ahmad bin Ali) |                                     | Holland                          | 2 (3) |              |              |                                    |                                    |             |             |  |  |        |        |
|  |                                         | Argentina (p)                       | 2 (4)                            |       |              |              |                                    |                                    |             |             |  |  |        |        |
|  | Argentina                               | Argentina (p)                       | 2 (4)                            | 2     |              |              |                                    |                                    |             |             |  |  |        |        |
|  | Argentina                               |                                     | 13. december – Lusail            | 2     |              |              |                                    |                                    |             |             |  |  |        |        |
|  | Australien                              | 1                                   |                                  |       |              |              |                                    |                                    |             |             |  |  |        |        |
|  | Australien                              | 1                                   | Argentina                        | 3     |              |              |                                    |                                    |             |             |  |  |        |        |
|  | 5. december – Al Wakrah                 |                                     | Argentina                        | 3     |              |              |                                    |                                    |             |             |  |  |        |        |
|  |                                         | Kroatien                            | 0                                |       |              |              |                                    |                                    |             |             |  |  |        |        |
|  | Japan                                   | Kroatien                            | 0                                | 1 (1) |              |              |                                    |                                    |             |             |  |  |        |        |
|  | Japan                                   | 9. december – Al Rayyan (Education) |                                  | 1 (1) |              |              |                                    |                                    |             |             |  |  |        |        |
|  | Kroatien (p)                            | 1 (3)                               |                                  |       |              |              |                                    |                                    |             |             |  |  |        |        |
|  | Kroatien (p)                            | 1 (3)                               | Kroatien (p)                     | 1 (4) |              |              |                                    |                                    |             |             |  |  |        |        |
|  | 5. december – Doha (974)                |                                     | Kroatien (p)                     | 1 (4) |              |              |                                    |                                    |             |             |  |  |        |        |
|  |                                         | Brasilien                           | 1 (2)                            |       |              |              |                                    |                                    |             |             |  |  |        |        |
|  | Brasilien                               | Brasilien                           | 1 (2)                            | 4     |              |              |                                    |                                    |             |             |  |  |        |        |
|  | Brasilien                               |                                     | 18. december – Lusail            | 4     |              |              |                                    |                                    |             |             |  |  |        |        |
|  | Sydkorea                                | 1                                   |                                  |       |              |              |                                    |                                    |             |             |  |  |        |        |
|  | Sydkorea                                | 1                                   | Argentina (p)                    | 3 (4) |              |              |                                    |                                    |             |             |  |  |        |        |
|  | 4. december – Al Khor                   |                                     | Argentina (p)                    | 3 (4) |              |              |                                    |                                    |             |             |  |  |        |        |
|  |                                         | Frankrig                            | 3 (2)                            |       |              |              |                                    |                                    |             |             |  |  |        |        |
|  | England                                 | Frankrig                            | 3 (2)                            | 3     |              |              |                                    |                                    |             |             |  |  |        |        |
|  | England                                 | 10. december – Al Khor              |                                  | 3     |              |              |                                    |                                    |             |             |  |  |        |        |
|  | Senegal                                 | 0                                   |                                  |       |              |              |                                    |                                    |             |             |  |  |        |        |
|  | Senegal                                 | 0                                   | England                          | 1     |              |              |                                    |                                    |             |             |  |  |        |        |
|  | 4. december – Doha (Al Thumama)         |                                     | England                          | 1     |              |              |                                    |                                    |             |             |  |  |        |        |
|  |                                         | Frankrig                            | 2                                |       |              |              |                                    |                                    |             |             |  |  |        |        |
|  | Frankrig                                | Frankrig                            | 2                                | 3     |              |              |                                    |                                    |             |             |  |  |        |        |
|  | Frankrig                                |                                     | 14. december – Al Khor           | 3     |              |              |                                    |                                    |             |             |  |  |        |        |
|  | Polen                                   | 1                                   |                                  |       |              |              |                                    |                                    |             |             |  |  |        |        |
|  | Polen                                   | 1                                   | Frankrig                         | 2     |              |              |                                    |                                    |             |             |  |  |        |        |
|  | 6. december – Al Rayyan (Education)     |                                     | Frankrig                         | 2     |              |              |                                    |                                    |             |             |  |  |        |        |
|  |                                         | Marokko                             | 0                                |       | Tredjeplads  | Tredjeplads  |                                    |                                    |             |             |  |  |        |        |
|  | Marokko (p)                             | Marokko                             | 0                                | 0 (3) | Tredjeplads  | Tredjeplads  |                                    |                                    |             |             |  |  |        |        |
|  | Marokko (p)                             | 10. december – Doha (Al Thumama)    | 10. december – Doha (Al Thumama) | 0 (3) |              |              | 17. december – Al Rayyan (Khalifa) | 17. december – Al Rayyan (Khalifa) |             |             |  |  |        |        |
|  | Spanien                                 | 10. december – Doha (Al Thumama)    | 10. december – Doha (Al Thumama) | 0 (0) |              |              | 17. december – Al Rayyan (Khalifa) | 17. december – Al Rayyan (Khalifa) |             |             |  |  |        |        |
|  | Spanien                                 | Marokko                             | 1                                | 0 (0) | Kroatien     | 2            |                                    |                                    |             |             |  |  |        |        |
|  | 6. december – Lusail                    | Marokko                             | 1                                |       | Kroatien     | 2            |                                    |                                    |             |             |  |  |        |        |
|  |                                         | Portugal                            | 0                                |       | Marokko      | 1            |                                    |                                    |             |             |  |  |        |        |
|  | Portugal                                | Portugal                            | 0                                | 6     | Marokko      | 1            |                                    |                                    |             |             |  |  |        |        |
|  | Portugal                                |                                     |                                  | 6     |              |              |                                    |                                    |             |             |  |  |        |        |
|  | Schweiz                                 | 1                                   |                                  |       |              |              |                                    |                                    |             |             |  |  |        |        |
|  | Schweiz                                 | 1                                   |                                  |       |              |              |                                    |                                    |             |             |  |  |        |        |

### Ottendedelsfinaler
| 3. december 2022 18:00 |

| Holland                                  | 3–1     | USA            |
| ---------------------------------------- | ------- | -------------- |
| - Depay 10' - Blind 45+1' - Dumfries 81' | Rapport | - Wright 76' · |

| Khalifa International Stadium, Al Rayyan Tilskuere: 44,846 Dommer: Wilton Sampaio (Brasilien) |

| 3. december 2022 22:00 |

| Argentina                 | 2–1     | Australien              |
| ------------------------- | ------- | ----------------------- |
| - Messi 35' - Álvarez 57' | Rapport | - Fernández 77' (sm.) · |

| Ahmad bin Ali Stadium, Al Rayyan Tilskuere: 45,032 Dommer: Szymon Marciniak (Poland) |

| 4. december 2022 18:00 |

| Frankrig                         | 3–1     | Polen                        |
| -------------------------------- | ------- | ---------------------------- |
| - Giroud 44' - Mbappé 74', 90+1' | Rapport | - Lewandowski 90+9' (str.) · |

| Al Thumama Stadium, Doha Tilskuere: 40,989 Dommer: Jesús Valenzuela (Venezuela) |

| 4. december 2022 22:00 |

| England                                 | 3–0     | Senegal |
| --------------------------------------- | ------- | ------- |
| - Henderson 38' - Kane 45+3' - Saka 57' | Rapport |         |

| Al Bayt Stadium, Al Khor Tilskuere: 65,985 Dommer: Iván Barton (El Salvador) |

| 5. december 2022 18:00 |

| Japan                                 | 1–1                      | Kroatien                               |
| ------------------------------------- | ------------------------ | -------------------------------------- |
| - Maeda 43'                           | Rapport                  | - Perišić 55'                          |
|                                       | Straffesparkskonkurrence |                                        |
| - Minamino - Mitoma - Asano - Yoshida | 1–3                      | - Vlašić - Brozović - Livaja - Pašalić |

| Al Janoub Stadium, Al Wakrah Tilskuere: 42.523 Dommer: Ismail Elfath (United States) |

| 5. december 2022 22:00 |

| Brasilien                                                         | 4–1     | Sydkorea              |
| ----------------------------------------------------------------- | ------- | --------------------- |
| - Vinícius 7' - Neymar 13' (str.) - Richarlison 29' - Paquetá 36' | Rapport | - Paik Seung-ho 76' · |

| Stadium 974, Doha Tilskuere: 43.847 Dommer: Clément Turpin (Frankrig) |

| 6. december 2022 18:00 |

| Marokko                             | 0–0                      | Spanien                      |
| ----------------------------------- | ------------------------ | ---------------------------- |
|                                     | Rapport                  |                              |
|                                     | Straffesparkskonkurrence |                              |
| - Sabiri - Ziyech - Benoun - Hakimi | 3–0                      | - Sarabia - Soler - Busquets |

| Education City Stadium, Al Rayyan Tilskuere: 44.667 Dommer: Fernando Rapallini (Argentina) |

| 6. december 2022 22:00 |

| Portugal                                                      | 6–1     | Schweiz        |
| ------------------------------------------------------------- | ------- | -------------- |
| - Ramos 17', 51', 67' - Pepe 33' - Guerreiro 55' - Leão 90+2' | Rapport | - Akanji 58' · |

| Lusail Iconic Stadium, Lusail Tilskuere: 83.720 Dommer: César Arturo Ramos (Mexico) |

### Kvartfinaler
| 9. december 2022 18:00 |

| Kroatien                          | 1–1                      | Brasilien                                 |
| --------------------------------- | ------------------------ | ----------------------------------------- |
| - Petković 117'                   | Rapport                  | - Neymar 105+1'                           |
|                                   | Straffesparkskonkurrence |                                           |
| - Vlašić - Majer - Modrić - Oršić | 4–2                      | - Rodrygo - Casemiro - Pedro - Marquinhos |

| Education City Stadium, Al Rayyan Tilskuere: 43.893 Dommer: Michael Oliver (England) |

| 9. december 2022 22:00 |

| Holland                                                     | 2–2                      | Argentina                                              |
| ----------------------------------------------------------- | ------------------------ | ------------------------------------------------------ |
| - Weghorst 83', 90+11'                                      | Rapport                  | - Molina 35' - Messi 73' (str.)                        |
|                                                             | Straffesparkskonkurrence |                                                        |
| - Van Dijk - Berghuis - Koopmeiners - Weghorst - L. de Jong | 3–4                      | - Messi - Paredes - Montiel - Fernández - La. Martínez |

| Lusail Iconic Stadium, Lusail Tilskuere: 88.235 Dommer: Antonio Mateu Lahoz (Spain) |

| 10. december 2022 18:00 |

| Marokko         | 1–0     | Portugal |
| --------------- | ------- | -------- |
| - En-Nesyri 42' | Rapport |          |

| Al Thumama Stadium, Doha Tilskuere: 44,198 Dommer: Facundo Tello (Argentina) |

| 10. december 2022 22:00 |

| England           | 1–2     | Frankrig                        |
| ----------------- | ------- | ------------------------------- |
| - Kane 54' (str.) | Rapport | - Tchouaméni 17' - Giroud 78' · |

| Al Bayt Stadium, Al Khor Tilskuere: 68,895 Dommer: Wilton Sampaio (Brazil) |

### Semifinaler
| 13. december 2022 22:00 |

| Argentina                             | 3–0     | Kroatien |
| ------------------------------------- | ------- | -------- |
| - Messi 34' (str.) - Álvarez 39', 69' | Rapport |          |

| Lusail Stadium, Lusail Tilskuere: 88,966 Dommer: Daniele Orsato (Italy) |

| 14. december 2022 22:00 |

| Frankrig                           | 2–0     | Marokko |
| ---------------------------------- | ------- | ------- |
| - T. Hernandez 5' - Kolo Muani 79' | Rapport |         |

| Al Bayt Stadium, Al Khor Tilskuere: 68,294 Dommer: César Arturo Ramos (Mexico) |

### Tredjeplads
| 17. december 2022 18:00 |

| Kroatien                  | 2–1     | Marokko     |
| ------------------------- | ------- | ----------- |
| - Gvardiol 7' - Oršić 42' | Rapport | - Dari 9' · |

| Khalifa International Stadium, Al Rayyan Tilskuere: 44,137 Dommer: Abdulrahman Al-Jassim (Qatar) |

### Finale
| 18. december 2022 18:00 AST |

| Argentina                               | 3–3                      | Frankrig                                   |
| --------------------------------------- | ------------------------ | ------------------------------------------ |
| - Messi 23' (str.), 109' - Di María 36' | Rapport                  | - Mbappé 80' (str.), 81', 118' (str.)      |
|                                         | Straffesparkskonkurrence |                                            |
| - Messi - Dybala - Paredes - Montiel    | 4–2                      | - Mbappé - Coman - Tchouaméni - Kolo Muani |

| Lusail Stadium, Lusail Tilskuere: 88.966 Dommer: Szymon Marciniak (Polen) |

## Statistik

### Målscorere
Der blev scoret 172 mål  i 64 kampe, i gennemsnit 2.69 mål pr. kamp.
8 mål
- Kylian Mbappé

7 mål
- Lionel Messi

4 mål
- Julián Álvarez
- Olivier Giroud

3 mål
- Richarlison
- Enner Valencia
- Marcus Rashford
- Bukayo Saka
- Cody Gakpo
- Gonçalo Ramos
- Álvaro Morata

2 mål
- Neymar
- Vincent Aboubakar
- Andrej Kramarić
- Harry Kane
- Niclas Füllkrug
- Kai Havertz
- Mohammed Kudus
- Mehdi Taremi
- Ritsu Dōan
- Youssef En-Nesyri
- Wout Weghorst
- Robert Lewandowski
- Bruno Fernandes
- Rafael Leão
- Salem Al-Dawsari
- Aleksandar Mitrović
- Cho Gue-sung
- Ferran Torres
- Breel Embolo
- Giorgian de Arrascaeta

1 mål
- Ángel Di María
- Enzo Fernández
- Alexis Mac Allister
- Nahuel Molina
- Mitchell Duke
- Craig Goodwin
- Mathew Leckie
- Michy Batshuayi
- Casemiro
- Lucas Paquetá
- Vinícius Júnior
- Jean-Charles Castelletto
- Eric Maxim Choupo-Moting
- Alphonso Davies
- Keysher Fuller
- Yeltsin Tejeda
- Juan Pablo Vargas
- Joško Gvardiol
- Marko Livaja
- Lovro Majer
- Mislav Oršić
- Ivan Perišić
- Bruno Petković
- Andreas Christensen
- Moisés Caicedo
- Jude Bellingham
- Phil Foden
- Jack Grealish
- Jordan Henderson
- Raheem Sterling
- Theo Hernández
- Randal Kolo Muani
- Adrien Rabiot
- Aurélien Tchouaméni
- Serge Gnabry
- İlkay Gündoğan
- André Ayew
- Osman Bukari
- Mohammed Salisu
- Rouzbeh Cheshmi
- Ramin Rezaeian
- Takuma Asano
- Daizen Maeda
- Ao Tanaka
- Luis Chávez
- Henry Martín
- Zakaria Aboukhlal
- Achraf Dari
- Romain Saïss
- Hakim Ziyech
- Daley Blind
- Memphis Depay
- Denzel Dumfries
- Frenkie de Jong
- Davy Klaassen
- Piotr Zieliński
- João Félix
- Raphaël Guerreiro
- Ricardo Horta
- Pepe
- Cristiano Ronaldo
- Mohammed Muntari
- Saleh Al-Shehri
- Boulaye Dia
- Famara Diédhiou
- Bamba Dieng
- Kalidou Koulibaly
- Ismaïla Sarr
- Sergej Milinković-Savić
- Strahinja Pavlović
- Dušan Vlahović
- Hwang Hee-chan
- Kim Young-gwon
- Paik Seung-ho
- Marco Asensio
- Gavi
- Dani Olmo
- Carlos Soler
- Manuel Akanji
- Remo Freuler
- Xherdan Shaqiri
- Wahbi Khazri
- Christian Pulisic
- Timothy Weah
- Haji Wright
- Gareth Bale

1 selvmål
- Enzo Fernández (mod Australian)
- Nayef Aguerd (mod Canada)

### Priser
Følgende priser blev givet ved afslutningen af turneringen. Priserne er Golden Boot (topscorer), Golden Ball (bedste samlede spiller) og Golden Glove (bedste målmand). De blev alle sponsoreret af Adidas.
| Golden Ball                      | Silver Ball                     | Bronze Ball                                     |
| -------------------------------- | ------------------------------- | ----------------------------------------------- |
| Lionel Messi                     | Kylian Mbappé                   | Luka Modrić                                     |
| Golden Boot                      | Silver Boot                     | Bronze Boot                                     |
| Kylian Mbappé (8 mål, 2 assists) | Lionel Messi (7 mål, 3 assists) | Olivier Giroud (4 mål, 0 assists, 464 minutter) |
| Golden Glove                     |                                 |                                                 |
| Emiliano Martínez                |                                 |                                                 |
| FIFA Young Player Award          |                                 |                                                 |
| Enzo Fernández                   |                                 |                                                 |
| FIFA Fair Play Trophy            |                                 |                                                 |
| England                          |                                 |                                                 |